# Fabián Carini
Héctor Fabián Carini (ur. 26 grudnia 1979 w Montevideo, Urugwaj) – urugwajski piłkarz, grający na pozycji bramkarza.

## Kariera
Trafił do Juventusu w 2001 roku po odejściu Andreasa Isakssona i miał stanowić alternatywę dla coraz częściej popełniającego błędy Holendra Edwina van der Sara. Jednak nie spełnił pokładanych w nim nadziei i w niedługim czasie opuścił Italię. Po dwóch latach pobytu w belgijskim Standard Liège na wypożyczeniu Carini wrócił do Włoch i grał Interze Mediolan, gdzie był czwartym bramkarzem przegrywając rywalizację z Júlio Césarem, Francesco Toldo oraz Paolo Orlandonim. Grał również w Cagliari Calcio, do którego został wypożyczony w trakcie sezonu 2005/2006. Latem 2007 na zasadzie wolnego transferu przeszedł do hiszpańskiego Realu Murcia. Przez 2 lata pełnił tam rolę rezerwowego, po czym podpisał trzyletni kontrakt z brazylijskim Atlético Mineiro.